# حصاة وبنجوين
حصاة وبنجوين (بالإنجليزية: The Pebble and the Penguin)‏ هو فيلم مغامرة تم إنتاجه في الولايات المتحدة وصدر في سنة 1995. من بطولة مارتن شورت وجيمس بيلوشي وتيم كاري.

## المدلى
| الشخصية         | الاصوات إنجليزي |
| --------------- | --------------- |
| المحور          | مارتن شورت      |
| المرسى          | آني الذهبي      |
| روكو            | جيمس بلوشي      |
| درايك           | تيم كاري        |
| الإنجليزية راوي | شاني واليس      |

## الميزانية والإيرادات
بلغت تكلفة إنتاج الفيلم حوالي 28 مليون دولار بينما حقق أرباحا تقدر بـ 3.9 مليون دولار.

## وصلات خارجية
- حصاة وبنجوين على موقع IMDb (الإنجليزية)
- حصاة وبنجوين على موقع روتن توميتوز (الإنجليزية)
- حصاة وبنجوين على موقع نتفليكس (الإنجليزية)
- حصاة وبنجوين على موقع ألو سيني (الفرنسية)
- حصاة وبنجوين على موقع Turner Classic Movies (الإنجليزية)
- حصاة وبنجوين على موقع أول موفي (الإنجليزية)
- حصاة وبنجوين على موقع بوكس أوفيس موجو (الإنجليزية)
- حصاة وبنجوين على موقع فيلمافينيتي (الإسبانية)
- حصاة وبنجوين على موقع قاعدة بيانات الأفلام السويدية (السويدية)
- حصاة وبنجوين على موقع قاعدة بيانات الفيلم (الإنجليزية)